# Сур (город)
Сур, или Тир (араб. صور‎, Сур, от финикийск. 𐤑𐤅𐤓 «Сор» — скалистый остров; греч. Τύρος) — город в Ливане. Находится в мухафазе Южный Ливан. Тир — один из древнейших крупных торговых центров Финикии и Средиземноморья. Современное арабское название — Сур. В его честь названа кольцевая структура Тир на спутнике Юпитера Европе.

## История

### Легенды об основании
Финикийские мифы (записанные Филоном Библским) возводили основание города к богам (они же герои или полубоги в другом понимании). Согласно этим мифам, Усоос приплыл к острову на бревне, водрузил два менгира и оросил их кровью жертвенных животных. По другому преданию, остров плавал по волнам; на нём находились две скалы и между ними росло оливковое дерево, на котором всегда сидел орёл; он должен был остановиться, когда кто-либо приплывёт к нему и принесёт в жертву орла. Это сделал первый мореплаватель Усоос, после чего остров был прикреплён ко дну.
Геродот приводит утверждения местных жрецов, что их город основан 23 века тому назад (относительно времени, когда жил Геродот), то есть в середине XXVIII века до н. э. Двое античных историков относят его основание к позднейшему времени — ок. 1200 года до н. э.: Иосиф Флавий, помещавший это событие за 240 лет до Храма Соломона, и Марк Юниан Юстин, утверждавший, что Тир был построен вскоре после разрушения Трои.

### Первые исторические источники
Впервые Тир («Сурру») упоминается в Амарнском архиве (XIV век до н. э.). В местной дипломатической переписке князь Тира Абимилки выступает автором 10 табличек, от 146-й до 155-й. Он отчитывается о ситуации в регионе своему сюзерену, египетскому фараону Эхнатону — тот утвердил его в качестве правителя и называет званием «рабису» (генерал). Кроме того, Абимилки в униженных выражениях (среди табличек присутствует «Гимн фараону») просит у Египта помощи против князя Сидона Зимриды и амореев (в том числе хапиру и их предводителя Азиру); его заперли на острове, у него нет ни воды, ни дров. В папирусе Anastasi I (XIII века до н. э.) Тир упоминается как большой «город в море, к которому на кораблях подвозят воду и который богат рыбой более, чем песком».
Древнейшее поселение действительно находилось на острове; на материке были только предместья и кладбища; имя материкового Палетира («древний Тир») основано на недоразумении. Воды на острове не было; она была проведена из Рас-эль-Аин к берегу, откуда её доставляли на кораблях в город (остатки водопровода сохранились до настоящего времени между Телль-Машуком и Рас-эль-Аин); во время осады приходилось собирать в специальные цистерны дождевую воду.
Остров имел две гавани — Сидонскую на севере и Египетскую на юго-востоке; последняя теперь засыпана песком, и часть острова размыта морем.

### Расцвет Тира
Тир выдвинулся на первое место среди финикийских городов в XII веке до н. э. после разрушения Сидона филистимлянами; он стал играть ведущую роль в торговле. Почти все колонии финикиян в западной половине Средиземного моря (Кадис, Утика, Карфаген и многие другие) восходят к Тиру: они признавали его гегемонию, считали его бога Мелькарта своим и посылали ежегодную дань в его храм. Утика, пытавшаяся восстать против Тира, была усмирена царём Хирамом I (969—936 годы до н. э.), известным как устроитель и украситель города и мудрый политик. Хирам жил 53 года и умер после 34-летнего царствования. Во внешней политике он утвердил за Тиром гегемонию, перешедшую к нему от Сидона, воевал с киттийцами (жителями Кипра) и союзничал с Израильско-Иудейским царством, начиная с царя Давида. Благодаря дружбе Хирама с царём Соломоном тиряне помогали евреям построить Храм Соломона.
После Хирама происходили различные смуты, пока на престол не вступил узурпатор Итобаал I, брат Иезавели, шурин Ахава Израильского. При нём ассирийский царь Ашшурнацирапал II дошёл в своём походе на запад до Нар-эль-Кельба (876 год до н. э.); Тир откупился от него дарами. Иттобаал основал Ботрис для защиты от ассирийцев, заключил союз с израильским царём Омри и послал колонию в Ливийскую Авзу. При его внуке Маттане I Салманасар II получил от Тира дары (842 год до н. э.), а при следующем царе, Пигмалионе (античные источники называют основательницу Карфагена Элиссу его сестрой), состоялся поход Рамман-Нирари (804 и 801 годы до н. э.), которому Тир также подносил дары. Тиглатпалассару III Тир уплатил 150 талантов; в анналах его упоминаются цари Тира Хирам II и Маттан II (738 и 734 годы до н. э.). После них правил Элулай, или Пюй (728—692 годы до н. э.), усмиривший восставших киттийцев и победоносно выдержавший пятилетнюю осаду Салманасара IV.
Саргон II хвастался, что подчинил Тир, но Синаххерибу не удавалось справиться с Элулаем, который примкнул к коалиции нубийско-египетского фараона Тахарки и иудейского царя Езекии. Лишь во время похода Синаххериба 701 года до н. э., когда ассирийцы захватили материковые тирские города, Элулай бежал, был схвачен и убит. При Ассархаддоне царь Тира Баал I сначала подчинился Ассирии, помог ей захватить Сидон и заключил договор 675 года до н. э., лишавший его права принимать важные решения без ассирийского надзирателя-резидента и совета старейшин, затем примкнул к Египту, был осаждён, но, по-видимому, не покорён, хотя на сенджирлийском барельефе Ассархаддон и изобразил его вместе с Тахаркой на верёвке у своих ног (Берлинский музей). Уже Ашшурбанипалу Баал I вынужден был подчиниться и отдать ему в гарем свою дочь, а в заложники — сына.
Постоянные осады и войны ослабляли город. В какое-то время, возможно, в IX веке до н. э., этим воспользовались рабы и устроили бунт, жертвой которого пала знать. Согласно скудным сведениям об этом восстании, сохранившимся в античной традиции (Юстин), восстание рабов закончилось полным уничтожением мужских представителей господствующего класса, а женщины и дети были распределены между восставшими; царём был выбран Абдастарт (греч. Стратон).

### Осады Навуходоносором и Александром
При Навуходоносоре Тир был на стороне Египта и Иудеи. Вавилонский царь безуспешно осаждал его 13 лет (с 586 года до н. э.) при царе Итобаале II. Спасаясь от вавилонских войск, Тир перенесли на скалистый остров (в итоге на материке остались кладбище и развалины старого города, а новый Тир обнесли высокой стеной по всему периметру острова). Однако в итоге изнемогшие граждане решили заключить мир. Царь переселился в Вавилон; на его место посажен был Баал II (до 564 года до н. э.), после которого в Тире опять произошёл переворот, в результате которого царская власть была заменена на институт «судей» (суффет), однако вскоре противная партия выпросила из Вавилона царя Хирама III (552—532 годы до н. э.), при котором вавилонское владычество заменилось персидским.
Это владычество Тир сносил спокойно и поставлял царям большой флот. Отказ пустить в город Александра Великого для принесения жертвы Мелькарту, хотя изначально Тир обещал заключить с македонским завоевателем союз и не помогать персам, повлёк за собою в 332 году до н. э. семимесячную осаду с насыпкой перешейка от берега к острову. Тиряне защищались отчаянно и не без успеха; плотина едва ли сильно помогла бы Александру, если бы ему не удалось составить большой флот из враждебных Тиру финикийских городов. 8000 граждан погибло, в живых остались немногие мужчины; царя Азимилка и вельмож, спасшихся в храме, Александр пощадил. По словам Арриана, 30 000 захваченных жителей Тира были проданы в рабство, Диодор пишет о 13 000 пленников. Все строения города Александр приказал поджечь. Александр заселил Тир населением из окрестных мест и назначил им нового царя. Впрочем, находки тирских монет показывают, что Азимилк правил в Тире до 309/308 года до н. э., то есть оставался царём и после штурма Тира.

### Античный и средневековый Тир
Очевидно, город был быстро восстановлен, так как уже 17 лет спустя, будучи уже под властью Птолемеев, он выдержал пятнадцатимесячную осаду Антигона. В 126 году до н. э. город получил независимость от Селевкидской империи и сохранил её до подчинения римлянам в 64 году до н. э. Во время эллинизма Тир был одним из центров образованности (историки Менандр, Дий, философ-неоплатоник Порфирий). В Иудейскую войну выступал против евреев. В 43 году до н. э. известен тиран Марий, ставленник римлян. Христианство в Тире появилось рано; здесь на протяжении недели жил Апостол Павел (Деяния XXI, 3); город скоро стал епископией (святой Дорофей и др.). В период гонений некоторые из тирских христиан потерпели мученическую кончину; при одном Диоклетиане здесь пострадало 156 мучеников. В Тире умер Ориген; его гробницу показывали ещё в VI веке.
В Абиссинию проповедь христианства была занесена тирянами, среди которых был Фрументий Аксумский. Первый замечательный храм при Константине Великом был построен тирским епископом Павлином и торжественно освящён в 314 году. Евсевий Кесарийский подробно описывает другой тирский храм, на юго-востоке города, освящённый им в 335 году, причём, в том же году в Тире состоялся собор по делу архиепископа Александрийского.
В средние века Тир был одним из главных городов Востока и играл большую роль, считаясь неприступным. Только благодаря раздорам среди мусульман и при содействии венецианского флота Балдуину II удалось покорить его (1124 год); была основана  франкская епархия (Вильгельм, архиепископ Тирский, историк). Город был богатым и промышленным (стеклянные изделия) центром.
Двухмесячная осада города Саладином в 1187 году была безуспешна — Конрад де Монферрат отстоял Тир от айюбидских войск.
В 1190 году здесь был погребён Фридрих Барбаросса. В 1291 году Тир был отвоёван у крестоносцев мусульманами-мамелюками, а в начале XVI века включён в состав Османской империи.

### Новое время
Позже стоящий на месте Тира Сур — городок, расположенный на севере бывшего острова, соединённого с берегом, не имел особого экономического значения, так как торговля перешла к Бейруту. Через Сур из Хаурана вывозили табак, хлопчатую бумагу и жернова. Был резиденцией каймакама (турецкого губернатора). Имелись школы и учреждения миссий различных монашеских орденов и протестантских церквей.

В 1837 году Тир сильно пострадал от землетрясения.

### Вторая ливанская война
В ходе Второй ливанской войны город подвергся ударам израильской армии. 16 июля 2006 г. около полудня в результате удара израильских ВВС по жилому многоквартирному дому возле больницы Джебель Амель, известной как институт Сидона, погибли восемь членов одной семьи. Примерно в то же время в результате ещё одного воздушного нападения на Бурдж-эль-Шимали были убиты пять гражданских лиц, в том числе двое детей. Позднее во второй половине того же дня в результате ещё одного авиаудара по многоэтажному жилому дому погибли 14 гражданских лиц, в том числе годовалая девочка и горничная из Шри-Ланки. 13 августа в Бурдж-эль-Шимали были убиты пять гражданских лиц, в том числе трое детей.

## Население
По оценке 2017 года в городе проживает 125 000 человек.

## Культурное наследие
Тир был непосредственно связан с несколькими этапами в истории человечества, включая производство пурпурного пигмента, предназначенного для королевской семьи и знати, строительство в Иерусалиме Храма Соломона благодаря материалам и архитектору, присланным царём Тира Хирамом, исследование морей выносливыми мореплавателями, которые основали процветающие торговые центры даже в западном Средиземноморье, что в конечном итоге обеспечило квазимонополию важной морской торговли для финикийского города. Историческая роль Тира уменьшилась в конце периода крестовых походов.
В современном городе археологическая часть состоит из двух отдельных участков: одного на мысе Аль-Мина и другого Эль-Басс на континенте. На территории города находятся важные археологические памятники, большая часть которых находится под водой. Наиболее примечательными сооружениями являются остатки римских бань, две палестры, арена, дорога с римскими колоннадами, жилой квартал, а также остатки собора, построенного в 1127 году венецианцами, и некоторые стены античного замка крестоносцев. Сектор Эль-Басс, составлявший главный вход в город в античные времена, включает в себя остатки некрополя по обе стороны широкой монументальной дороги, над которой возвышается римская триумфальная арка, датируемая II веком нашей эры.

## Города-побратимы
- Алжир
- Дизфуль, Иран
- Малага, Испания
- Новороссийск, Россия (с 2013)[10]
- Перпиньян, Франция
- Тунис

## Галерея
- Главная улица с колоннами на месте раскопок Аль Мина
- Район раскопок Аль Мина – предполагаемая римская агора
- Типичная узкая улица в христианском квартале
- Гавань Тира
- Полуколонна с видом на море
- Саркофаг в Тире